# 奥古斯丁·德莱亚努
奥古斯丁·德莱亚努（羅馬尼亞語：Augustin Deleanu，1944年8月23日—2014年3月27日），罗马尼亚男子足球运动员，司职后卫。他曾代表罗马尼亚国家队参加1970年国际足联世界杯，结果队伍止步小组赛阶段。